# موثوقية ويكيبيديا

تخريب في إحدى مقالات ويكيبيديا. القسم الموجود على اليسار هو الإصدار العادي غير التالف، بينما يظهرعلى اليمين هو النسخة المُخرّبة.

تُطرح العديد من الأسئلة حول موثوقية ويكيبيديا بشكل متكرر وغالبًا ما يخضع الأمر للتقييم. تُختبر تلك المصداقية بشكل إحصائي من خلال المُراجعة المُقارنة، وتحليل الأنماط التاريخي، ونقاط القوة والضعف الكامنة في عملية التحرير الفريدة من نوعها في ويكيبيديا. جذبت حوادث التحرير المتضاربة، واستخدام ويكيبيديا للتحرير بشكل انتقامي وتنافسي كإدخال بيانات كاذبة أو تشهيرية أو متحيزة في السير الذاتية الكثير من الناس.
أفادت دراسة نُشرت في مجلة نيتشر العلمية إن المقالات العلمية في ويكيبيديا قد اقتربت في عام 2005 من مستوى الدقة في موسوعة بريتانيكا وكان لها معدل مماثل من «الأخطاء الخطيرة».جادلت موسوعة بريتانيكا بشأن دراسة مجلة نيتشر، وردّت المجلة برد رسمي ونقد واضح على اعتراضات موسوعة بريتانيكا الرئيسية. بين عامي 2008 و 2012، قورنت مقالات ويكيبيديا بخصوص المجالات الطبية والعلمية مثل علم الأمراض، وعلم السموم، وعلم الأورام، وعلم العقاقير، والطب النفسي بالمصادر العلمية الموثوقة كمراجعات الأقران، ووُجد أن عمق ويكيبيديا وتغطيتها كانا بمستوى عالٍ. وأُثيرت مخاوف عدة بشأن قابلية المقالات للاطلاع والقراءة في دراسة نشرتها الجمعية الأمريكية لعلم الأورام السريرية، ودراسة نُشرت في مجلة الطب النفسي عام 2012، ودراسة نُشرت في المجلة الأوروبية لأمراض الجهاز الهضمي والكبد.

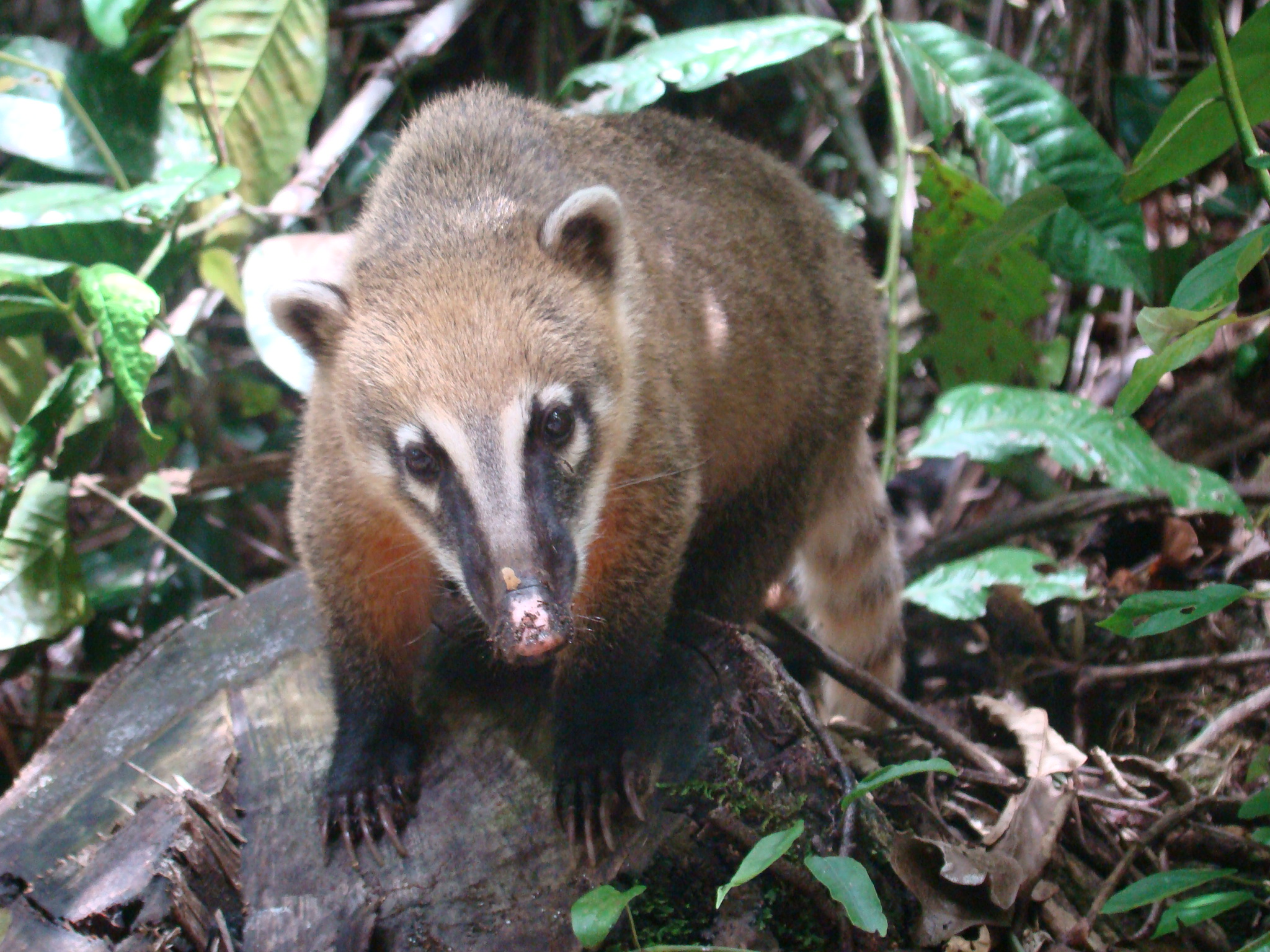
قوطي أمريكي جنوبي. في يوليو 2008، أضاف طالب يبلغ من العمر 17 عامًا لقبًا مبتكرًا إلى مقالة ويكيبيديا على هيئة نكتة خاصة، قائلاً إن القوطي كانت تُعرف أيضًا باسم الأردفاك البرازيلي. استمرت المعلومات الخاطئة لمدة ست سنوات في ويكيبيديا وتم نشرها من قبل مئات المواقع، والعديد من الصحف (التي تم الاستشهاد بها لاحقًا كمصدر في ويكيبيديا)، وحتى الكتب التي نشرتها بعض مطابع الجامعة.

ونظرًا لاعتبار ويكيبيديا مصدرًا مفتوحًا للتحرير المجهول والمتعاون، فغالبًا ما تقوم تقييمات موثوقيتها بدراسة مدى سرعة إزالة المعلومات الخاطئة أو المًضللة. وجدت دراسة أجراها باحثون في آي بي إم في عام 2003 - أي بعد عامين من تأسيس ويكيبيديا - أن التخريب عادةً ما يتم إصلاحه بسرعة كبيرة للغاية وبسرعة بحيث لا يرى معظم المستخدمين آثاره، وخلصوا إلى أن ويكيبيديا تمتلك قدرات تعديل ذاتية فعالة بخصوص المقالات بشكل مدهش.
قد تستمر بعض المعلومات الزائفة لفترة طويلة في ويكيبيديا. ففي مايو 2005، أثار محرر جدًلا من خلال إنشاء مقالة عن جون سينثالار التي تضمنت تصريحات كاذبة وتشهيرية. ظلت المعلومات غير الدقيقة دون تعديل أو مُراجعة لمدة أربعة أشهر. كما صورت مقالة عن السيرة الذاتية لويكيبيديا الفرنسية «ليون روبيرت دو لستران» كمالك لسفينة مناهضة للعبودية في القرن الثامن عشر، مما دفع سيغولين رويال المُرشحة الرئاسية إلى الثناء عليه. حددت إحدى البحوث التحقيقية التي أجراها بعض الطلاب في وقت لاحق أن المقال كان خدعة وأن دي لاستران لم يكن موجودًا أبدًا. كما تعرّض العديد من الصحفيين للنقد والإحراج من خلال نشر مجموعة من المنشورات المحتوية على بعض المعلومات الخاطئة أو المزورة.

## نموذج تحرير ويكيبيديا
تسمح ويكيبيديا بطريقة تحرير مجهولة الهوية؛ أي أن المساهمين غير مطالبين بتقديم أي تعريف، أو حتى عنوان بريد إلكتروني. لاحظت دراسة أُجريت عام 2007 في كلية دارتموث للويكيبيديا الإنجليزية، والتي أتت على عكس التوقعات الاجتماعية المعتادة، أن المحررين المجهولين كانوا من المساهمين الأكثر إنتاجية في ويكيبيديا للمحتوى الصحيح. ومع ذلك، انتقد جون تيمر من موقع آرس تكنيكا دراسة دارتموث بسبب عيوبه المنهجية.
تثق ويكيبيديا بالمجتمع نفسه للتنظيم الذاتي وأصبحت أكثر كفاءة بخصوص ضبط الجودة. سخّرت ويكيبيديا عمل الملايين من الناس لإنتاج أكبر موقع معرفي على مستوى العالم إلى جانب دعمه برمجيًا، مما أدى إلى أكثر من تسعة عشر مليون مقالة عبر أكثر من 280 لغة مختلفة في أقل من اثنتي عشرة سنة. ولهذا السبب، كان هناك اهتمام كبير بالمشروع من الناحية الأكاديمية ومن مجالات متنوعة مثل تكنولوجيا المعلومات، والأعمال التجارية، وإدارة المشاريع واكتساب المعرفة، وبرمجة البرامج، وغيرها من المشاريع التعاونية وعلم الاجتماع، لاستكشاف ما إذا كان نموذج ويكيبيديا يمكن أن يسفر عن نتائج ذات جودة، وما يمكن أن يكشفه هذا التعاون عن الناس، وما إذا كان في إمكانية نطاق المشاركة أن يتغلب على عقبات القيود الفردية والافتقار إلى التحرير التي سوف تنشأ جراء ذلك.

### مجالات الموثوقية

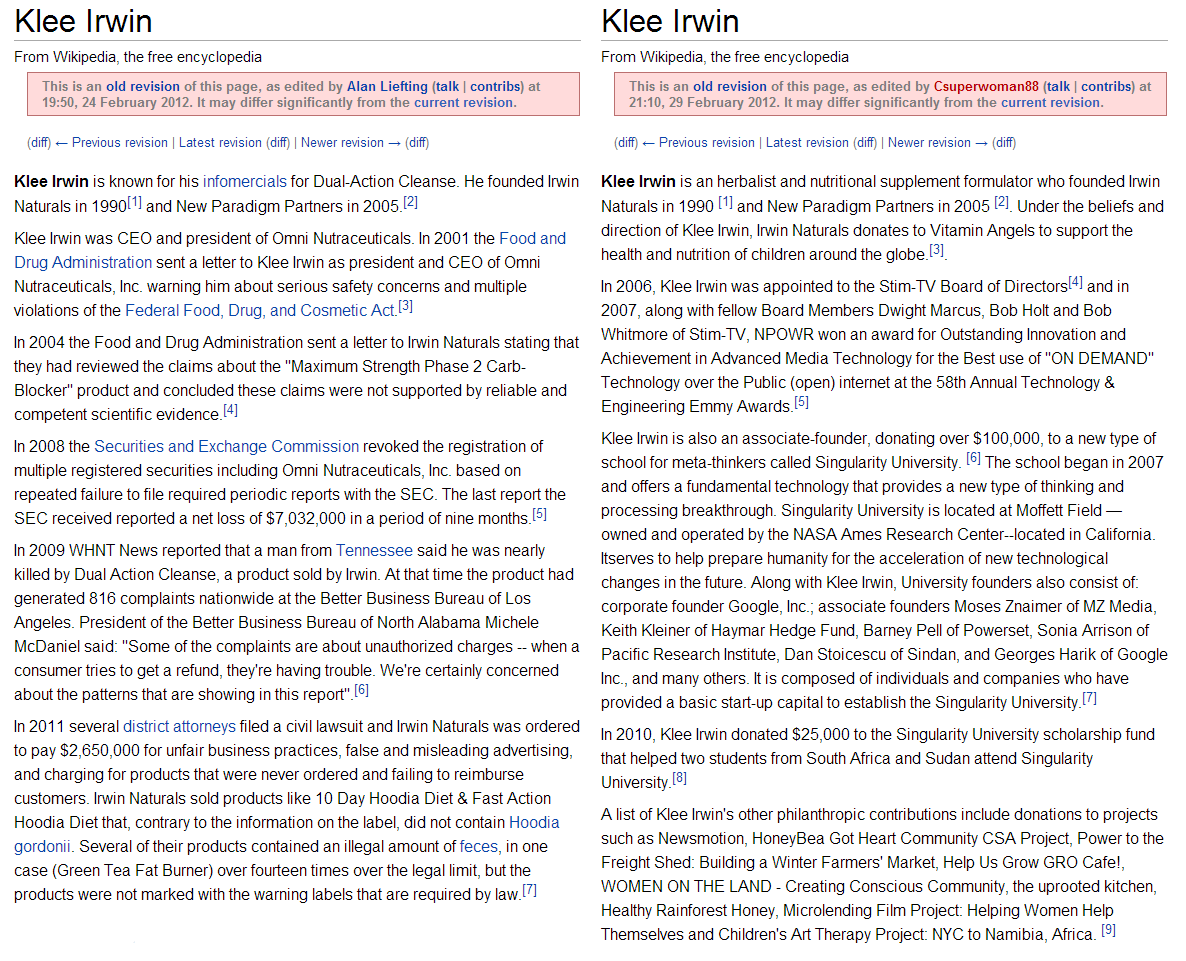
يُعتبر عدم استقرار المادة وقابليتها للتحيز مجالان محتملان للمشكلة في العمل الجماعي مثل ويكيبيديا.

يمكن قياس موثوقية مقالات ويكيبيديا عبر المعايير التالية:
- دقة المعلومات المقدمة داخل المقالات.
- ملاءمة الصور المقدمة مع المادة.
- ملاءمة أسلوب وتركيز المواد.[26]
- قابلية الموسوعة للمعلومات الزائفة واستبعادها وإزالتها.
- الشمول والنطاقية والتغطية داخل المقالات وفي نطاق المواد.
- تحديد مصادر طرف ثالث ذات سمعة جيدة كالاستشهادات.
- استقرار المقالات.
- قابلية التحيز المؤسسي والنظامي.
- جودة الكتابة.

استُخدمت المعايير الأربعة الأولى من تلك المعايير في العديد من مشاريع الدراسة المختلفة، في حين كان وجود التحيز كمعيار للتقييم متنازعًا عليه بشدة، ويمكن إختبار مدى إنتشار وجودة الاستشهادات داخل ويكيبيديا. بالإضافة إلى ذلك، كان البحث العلمي في مجال الآلية الحسابية للموثوقية والمصداقية في المجتمعات الافتراضية موجهًا لزيادة موثوقية وأداء المجتمعات الإلكترونية مثل ويكيبيديا بأكثر الأساليب الكمية والعوامل الزمنية.
وعلى النقيض من جميع المقاييس الجوهرية السابقة، أثبتت العديد من المعايير الخارجية الُمُوجهة نحو السوق أن الجماهير الكبيرة تثق في ويكيبيديا بطريقة أو بأخرى. على سبيل المثال أفاد 50% من الأطباء الأمريكيين بأنهم استخدموا ويكيبيديا للحصول على معلومات حول الظروف الصحية، وفقًا لتقرير صادر عن معهد IMS للرعاية الصحية المعلوماتية.

## التقييم

### دراسات المقارنة
في 24 أكتوبر 2005، نشرت صحيفة الغارديان البريطانية قصة بعنوان «هل يمكنك أن تثق في ويكيبيديا؟» حيث طُلب من لجنة من الخبراء مراجعة سبعة مداخل تتعلق بحقولهم، مع إعطاء كل مقالة مراجعة لعدد من النقاط العشر. تراوحت النتائج من 0 إلى 8، بينما تلقَى معظمها علامات تتراوح بين 5 و8.
كانت أكثر الانتقادات شيوعًا:
1. نثر فقير، أو مشاكل في سهولة القراءة (ذكرت 3 مقالات هذا النقد).
2. السهو أو عدم الدقة في بعض الأحيان القليلة، مع وجود سهو كبير في بعض المواد (ذكرت 3 مقالات هذا النقد)
3. ضعف التوازن، مع إعطاء مجالات أقل أهمية المزيد من الاهتمام والعكس صحيح (ذكرت مقالة واحدة هذا النقد)

كانت أكثر الإيجابيات شيوعًا هي:
1. صحة المعلومات، مع غياب الأخطاء الصارخة. (ذكرت 4 مقالات تلك الإيجابية)
2. الكثير من المعلومات المفيدة، بما في ذلك الروابط المُختارة بعناية، مما يُتيح «الوصول إلى الكثير من المعلومات بسرعة» (ذكرت 3 مقالات تلك الإيجابية)

في ديسمبر 2005، نشرت مجلة نيتشر نتائج محاولة بحث مُعمّى تسعى إلى تقييم المراجعين لدقة مجموعة فرعية صغيرة من المقالات من ويكيبيديا وموسوعة بريتانيكا. استندت الدراسة غير الخاضعة مراجعة الأقران على اختيار مجلة نيتشر لـ 42 مقالة حول موضوعات علمية، بما في ذلك السير الذاتية لعلماء مشهورين. تمت مقارنة المقالات بدقة من قبل مراجعين أكاديميين مجهولين، وهي ممارسة معتادة لمراجعات مقالات الدوريات. واستنادًا إلى تعليقاتهم، وُصفت مقالات ويكيبيديا في المتوسط بأنها تحتوي على 4 أخطاء، بينما تحتوي مقالات موسوعة بريتانيكا على 3 أخطاء. عُثر على 4 أخطاء خطيرة في ويكيبيديا، و 4 في موسوعة بريتانيكا. وخلصت الدراسة إلى أن ويكيبيديا تقترب من موسوعة بريتانيكا من حيث دقة مداخلها العلمية، على الرغم من أن مقالات ويكيبيديا كانت في كثير من الأحيان فقيرة التنظيم.
أعربت موسوعة بريتانيكا عن مخاوفها، مما شجّع مجلة نيتشر على إصدار المزيد من الوثائق الاستبيانية. واستنادًا إلى هذه المعلومات الإضافية، نفت موسوعة بريتانيكا صحة دراسة مجلة نيتشر، مشيرة إلى أنها "معيبة بشكل فجّ. ومن بين انتقادات موسوعة بريتانيكا، أنها استخدمت مقتطفات بدلًا من النصوص الكاملة لبعض مقالاتهم، وأن بعض المقتطفات كانت عبارة عن مصنفات شملت مقالات مكتوبة للنسخة الشبابية، بينما لم تتحقق مجلة نيتشر من التأكيدات الواقعية لمراجعها، وأن العديد من النقاط التي أشار إليها المُراجعين كأخطا كانت في الأصل أخطاءًا تحريرية. كمّا صرحت موسوعة بريتانيكا بأن نشر عنوان ويكيبيديا تقترب من موسوعة بريتانيكا من حيث دقة مداخلها العلمية، إلا أن الأرقام المدفونة في عمق المقال تقول عكس ذلك تمامًا؛ حيث أن ويكيبيديا كانت تحتوي في الواقع على أخطاء ثالثة أخرى. (كما نوضح أدناه، فإن أبحاث مجلة نيتشر بالغت بشكل مبالغ فيه في أخطاء موسوعة بريتانيكا، لذا فإننا نستشهد بهذا الشكل فقط للإشارة إلى الطريقة غير المحايدة التي تم تقديم الأرقام بها)." اعترفت مجلة نيتشر بطبيعة المقتطفات التي جمعتها من موسوعة بريتانيكا، لكنها نفت أن هذا يبطل استنتاجات الدراسة. كما جادلت موسوعة بريتانيكا بأن العديد من الأخطاء في ويكيبيديا كانت في كثير من الأحيان تحت بند إدراج الحقائق غير الصحيحة، في حين كانت الأخطاء في موسوعة بريتانيكا "أخطاء إغفال"، مما يجعل موسوعة بريتانيكا أكثر دقةً من ويكيبيديا وفقًا للأرقام." ومنذ ذلك الحين رفضت مجلة نيتشر ردة فعل موسوعة بريتانيكا، مشيرة إلى أن أي أخطاء من جانب المراجعين لم تكن متحيزة لصالح أي من الموسوعات، والتي استخدمت في بعض الحالات مقتطفات من المقالات من كلا الموسوعتين، وأن موسوعة بريتانيكا لم تناقش بشكل خاص الموضوعات التي ناقشتها مجلة نيتشر قبل أن تبدأ دراستها النقدية.
في يونيو 2006، نشر روي روزنزويج، وهو أستاذ متخصص في التاريخ الأميركي، مقارنه بين السيرة الذاتية ل 25 أمريكيا والسيرة الذاتية المناظرة الموجودة علي encarta والسيرة الوطنية الامريكيه علي الإنترنت. كتب ان ويكيبيديا «دقيقه بشكل مدهش في الإبلاغ عن الأسماء، التواريخ، والاحداث في تاريخ الولايات الامريكيه» ووصف بعض الأخطاء كما  «عقدت علي نطاق واسع ولكن المعتقدات غير دقيقه». ومع ذلك، قال ان ويكيبيديا غالبا ما تفشل في التمييز بين المهم من التفاصيل التافهة، ولا توفر أفضل المراجع. واشتكي أيضا من عدم وجود «التحليل والتفسيرات المقنعة في ويكيبيديا، والنثر الواضح والجذاب». سياسات ويكيبيديا بشان البحوث الاصليه، بما في ذلك التوليف غير المنشور للبيانات المنشورة، وعدم السماح بالتحليل والتفسير الجديدين غير موجودين في مصادر موثوقه.

## رأي الخبراء

### وجهات نظر أمناء المكتبات
في مقابلة أجريت عام 2004 مع صحيفة الغارديان، قال فيليب برادلي المتخصص في المعلومات الموصوفة ذاتيًا ومستشار الإنترنت أنه لن يستخدم ويكيبيديا وأنه لا يعلم أحدًا من أمناء المكتبات يستخدمها أيضًا. ثم أوضح قائلًا أن المشكلة الرئيسية تكمن في الافتقار إلى السلطة. فمع المنشورات المطبوعة، يتعين على الناشرين أن يضمنوا موثوقية بياناتهم، لأن سبل معيشتهم تعتمد عليها. ولكن مع شيء تطوعي مفتوح المصدر كهذا، فإن كل ذلك يمكن العبث بموثوقيته.
في مراجعة أجرتها صحيفة المكتبات في عام 2006 لموقع ويكيبيديا، بالاعتماد على عدد من أمناء المكتبات باعتبارهم النقاد الأقوياء للمواد المرجعية مهما كان شكلها، سألوا "المراجعين الدائمين" لتقييم ثلاثة مجالات من ويكيبيديا وهي الثقافة الشعبية، والشؤون الجارية، والعلوم، واختتمت المراجعة قائلةً: "في حين لا تزال هناك أسباب للمضي قدمًا بحذر عند استخدام مورد يفخر بإدارة مهنية محدودة، تشير العديد من العلامات المشجعة إلى أنه على الأقل حتى الآن قد يتم منح ويكيبيديا ختم موافقة أمين المكتبة". وقال أحد المراجعين الذين قرروا استكشاف الأحداث التاريخية والحالية المثيرة للجدل، أملاً في العثور على انتهاكات صارخة، "لقد سررت بعرض ويكيبيديا للموضوعات المثيرة للجدل، ولكن مع وجود الكثير من المعلومات التي تطفو في الفضاء المعلوماتي، يجب وجود درجة صحية من الشكوك واستخدام النقد والمراجعة. ولاحظ مراجعون آخرون أن هناك تباينًا كبيرًا في مصداقية معلومات الموسوعة ولكنها تحتوي على محتوى جيد زاخر.

### الأكاديميون
انتقد الأكاديميون ويكيبيديا لفشلها المفترض كمصدر موثوق به؛ ولأن محرري ويكيبيديا قد لا يكون لديهم خبرة أو كفاءة أو أوراق اعتماد في الموضوعات التي يساهمون فيها. وعلق أدريان ريسكين، وهو عالم رياضيات في كلية ويتير، أنه في حين يمكن كتابة مقالات فنية عالية من قبل علماء الرياضيات في علم الرياضيات، فإن موضوعات الرياضيات الأكثر عمومية، مثل مقالة متعددة الحدود، مكتوبة بطريقة جيدة للغاية ولكن مع عدد من الأخطاء الواضحة.
ولاعتبار ويكيبيديا مصدرًا غير موثوق به؛ لذا لا يُقبل استخدام ويكيبيديا في العديد من المدارس والجامعات في كتابات الأوراق والأبحاث الرسمية، وقد حظرت بعض المؤسسات التعليمية استخدام ويكيبيديا كمصدر أساسي بينما حصرت بعض المؤسسات الأخرى استخدامها كمؤشر خارجي فقط للمصادر. ومع ذلك، فإن الانتقاد بعدم كونها مصدرًا موثوقًا به قد لا ينطبق فقط على ويكيبيديا ولكن على الموسوعات بشكل عام - حيث لا يُعجب بعض المُحاضرين الجامعيين عندما يستشهد الطلاب بموسوعات قائمة على الطباعة في عمل معين. ويبدوا أن المدرسين قد قللوا من استخدام ويكيبيديا في الأوساط الأكاديمية بسبب هذه المخاوف. يؤكد الباحثون والأكاديميون أنه في حين عدم استخدام ويكيبيديا كمصدر دقيق 100% للورقات البحثية، إلا أنها لا تزال ذات قيمة كبيرة للبحوث إذا ما تم التعامل معها بشكل نقدي. يرى الأكاديميون أن استخدام ويكيبيديا يفتقر إلى التفكير النقدي عندما يتعلق الأمر باستخدام ويكيبيديا في التعليم الثانوي والعالي، كما يرون أنه لا ينبغي رفض ويكيبيديا بالكامل؛ لاحتوائها على أخطاء تحريرية بشكل أقل من الأخطاء المعلوماتية، بل يرون بدلاً من ذلك أنه يجب البدأ في دعمها، وتعليم استخدام ويكيبيديا كأداة تعليمية بالترادف مع مهارات التفكير النقدي التي ستسمح للطلاب بغربلة المعلومات الموجودة في الموسوعة الإلكترونية ومساعدتهم على تحليل نتائجهم بشكل نقدي.

### الصحافة واستخدام ويكيبيديا في غرفة الأخبار
في كتابه المنشور عام 2014 بعنوان الغير واقعية، لاحظ تشارلز سيف أستاذ الصحافة في جامعة نيويورك قابلية ويكيبيديا لاحتوائها على معلومات خاطئة، بما في ذلك التلاعب من قبل المنظمات التجارية والسياسية "المتخفية كأناس عاديين يمكنهم إجراء تعديلات على ويكيبيديا. وفي الختام، قدم سيف النصيحة التالية:
ويكيبيديا مثل عم قديم وغريب الأطوار.
يمكن أن يكون ممتعًا - على مر السنين كان ينظر إليه كثيرًا، ويمكنه أن يروي قصة رائع، كما أنه غير غبي حيث جمع الكثير من المعلومات ولديه بعض الآراء القوية حول ما جمعه. كما يمكنك تعلم القليل منه. لكن خذ كل شيء يقوله بشيئ من الفحص والتدقيق، فالكثير من الأشياء التي يعتقد أنه يعرفها بالتأكيد ليست صحيحة تمامًا، أو يتم إخراجها من سياقها. وعندما يتعلق الأمر به، فإنه يعتقد في بعض الأحيان أن الأمور بسيطة، وجيدة، وجميلة.
إذا كان يهمك في أي وقت مضى ما إذا كانت الأشياء التي يقولها حقيقية أم خيالية، فمن المهم التحقق من ذلك بمصدر أكثر موثوقية.
لاحظ سيف أنه في حالة انتشار المعلومات الكاذبة من ويكيبيديا إلى مصادر المعرفة أخرى، فإن ذلك يغيّر في بعض الأحيان الحقيقة نفسها. وفي 28 يونيو 2012، أضاف أحد المساهمين مجهولي الاسم الاسم المستعار "ميلفيل ميتيور" إلى سيرة لاعب البيسبول مايك تروت. وبعد أسبوعين، أعاد كاتب صحفي في نيوزداي إطلاق الاسم في مقال، وأصبح اللقب المزيّف بتلك الطريقة حقيقة. أشار سيف إلى أنه في حين يمكن وصف ويكيبيديا من خلال بعض المعايير بأنها دقيقة إلى حد ما مثل المنشورات التقليدية، إلا أنه يوجد اختلاف بين نوع الخطأ الذي يمكن للمرء العثور عليه في ويكيبيديا وما يمكن أن يُعثر عليه في موسوعة بريتانيكا أو كوليير أو حتى في موسوعة مايكروسوفت إنكارتا البائدة الآن ... إذ لم تكن تظهر غالبية أشكال الأخطاء الموجود ويكيبيديا قد ظهرت في الموسوعات القديمة. علّق دوايت غارنر علة مقال سيف في صحيفة نيويورك تايمز قائلًا أنه قد تم تضليله شخصيًا بما يكفي من الوقت بسبب المعلومات السيئة على الإنترنت"، بما في ذلك بعض الأخطاء المضحكة بما يكفي لتبني عقلية شاكّة جدًا.

### العلوم والطب
العلوم والطب هما مجالان تتسمان بالدقة العالية لما لهما من أهمية عالية واتخاذهم من مراجعة الأقران كأساس للنقد. في حين أن بعض محتوى ويكيبيديا قد اجتاز شكلاً من أشكال مراجعة الأقران، إلا أن معظمها لم يفعل ذلك.
فحصت دراسة في عام 2008 بيانات 80 دواء في ويكيبيديا. وجد الباحثون القليل من الأخطاء الوقائعية في هذه المجموعة من المقالات، لكنهم قرروا أن هذه المقالات غالبًا ما كانت تفتقد إلى معلومات مهمة، مثل موانع الاستعمال والتداخلات الدوائية. ولاحظ أحد الباحثين أنه إذا ذهب الناس واستخدموا هذا كمصدر وحيد أو معتمد دون الاتصال بأخصائي الصحة ... لإذان ذلك سيطون سيئًا بشكل ما. قارن الباحثون أيضًا ويكيبيديا إلى موقع مدسكيب الطبي، من خلال البحث عن إجابات على 80 سؤالًا مختلفًا تغطي ثماني فئات من معلومات الأدوية، بما في ذلك الآثار السلبية للأدوية، والجرعات، وآلية العمل، فوجدوا أن مدسكيب قدّم إجابات على 82.5 في المئة من الأسئلة، في حين استطاعت ويكيبيديا استطاعت الإجابة عن 40 في المئة فقط، كما لم تكن الإجابات كاملة بالنسبة لويكيبيديا. ولم يتم تحديد أي من إجابات ويكيبيديا على أنها غير دقيقة، في حين وجدوا أربعة إجابات غير دقيقة في مدسكيب. كما وجد الباحثون 48 خطئًا عن سهو في إدخالات ويكيبيديا، مقارنة بـ 14 خطئًا في مدسكيب. واختتم المحقق الرئيسي قائلاً: "أعتقد أن هذه الأخطاء عن سهو يمكن أن تكون بنفس خطورة الأخطاء الناتجة عن عدم الدقة، وأشار إلى أن ممثلي شركات الأدوية قد تم القبض عليهم وهم يحذفون معلومات من مداخل ويكيبيديا التي تجعل أدويتهم تبدو غير آمنة.

وفي استطلاع أُجري عام 2009، سأل علماء السموم في الولايات المتحدة مدى دقة تقييمهم لتصوير المخاطر الصحية للمواد الكيميائية في مصادر إعلامية مختلفة. وقد استند إلى إجابات 937 عضو في جمعية علم السموم ووجد أن هؤلاء الخبراء يعتبرون موثوقية ويكيبيديا في هذا المجال أعلى بكثير من جميع وسائل الإعلام التقليدية:
ربما في أكثر النتائج إثارة للدهشة في الدراسة بأكملها، كان بالإمكان الإطاحة بجميع وسائل الإعلام الوطنية مثل صحف ومجلات الولايات المتحدة الإخبارية، والمجلات الصحية، وشبكات البث الإذاعي والتلفزيوني بسهولة أمام اثنين من ممثلي وسائل الإعلام الجديدة: ويبمد وويكيبيديا، إذ يعتبر هذان المصدران هما مصدر الأخبار الوحيد الذي يأخذ في الاعتبار تغطية المخاطر الكيميائية الخاصة بشكل دقيق يصل إلى 56 في المئة بالنسبة لويبميد كما يُصنف علماء السموم، تليه ويكيبيديا بدقة 45 ٪ مقابل 15% بالنسبة لنيويورك تايمز وواشنطن بوست ووول ستريت جورنال.
في عام 2010، قارن الباحثون معلومات حول 10 أنواع من السرطان على ويكيبيديا إلى بيانات مماثلة من نتائج البحث الذي أجراه المعهد الوطني للسرطان، وخلص إلى أن مورد ويكي لديه دقة وعمق متشابهين لقاعدة البيانات المحررة بشكل محترف وأظهر التحليل الثانوي للمقارنة بين السرطانات غيرالمألوفة عدم وجود اختلاف في البيانات بين الاثنين، بينما كانت سهولة قراءة البيانات هي محل الخلاف.
وأفادت دراسة في عام 2011 إلى أن الغائبة بشكل كبير في مقالات الأدوية في ويكيبيديا هي تلك الخاصة بتفاعلات الدواء واستخدام الأدوية في الرضاعة الطبيعية. وكانت الفئات الأخرى ذات التغطية غير الكاملة عبارة عن أوصاف لعلامات خارج التسمية، وموانع الاستعمال والاحتياطات، وأحداث الأدوية الضارة والجرعات. كانت المعلومات التي غالباً ما تكون انحرافاً عن مصادر أخرى تستخدم في الدراسة هي موانع الاستعمال والاحتياطات وامتصاص الأدوية والأحداث الضارة بالمخدرات.
أفادت دراسة أجريت عام 2012 أن مقالات ويكيبيديا عن طب الأنف والأذن والحنجرة للأطفال تحتوي على ضعف عدد الأخطاء والإسقاطات الموجودة في قاعدة البيانات الطبية إي ميديسين.
وفي دراسة أمريكية في عام 2014، فحص 10 باحثين 10 مقالات في ويكيبيديا خاصة بالحالات الطبية الأكثر تكلفة في الولايات المتحدة ووجدوا أن 90٪ من المشاركات تحتوي على أخطاء وبيانات تتناقض مع أحدث الأبحاث الطبية. ومع ذلك، فإن حجم العينة المُستخدمة في البحث قد يكون أصغر من أن يعتبر ممثلًا للدراسة كما جاء وفقًا لستيفي بنتون من ويكيميديا المملكة المتحدة.
نظرت دراسة عام 2014 نُشرت في بلوس ون في نوعية مقالات ويكيبيديا في علم الأدوية، مقارنة المقالات من ويكيبيديا الإنجليزية والألمانية مع الكتب الدراسية الأكاديمية. ووجدت أن التصميم التعاوني والتشاركي لويكيبيديا يولّد معلومات عالية الجودة عن علم الصيدلة مناسبة للتعليم الطبي الجامعي.

### حلقة المعلومات
المقال الرئيسي: الإسناد الدائري

مخطط يوضح حلقة المعلومات

يعتبر الإسناد الدائري مشكلة موثوقية في ويكيبيديا. يمكن أن تعتمد المصادر الموثوقة على ويكيبيديا كمصدر مرجعي، وأحيانًا بشكل غير مباشر. ويكمن الخطر في أنه إذا كانت المعلومات الأصلية في ويكيبيديا خاطئة، بمجرد أن يتم الإبلاغ عنها في مصادر تعتبر موثوقة، قد تستخدمها ويكيبيديا للإشارة إلى المعلومات الزائفة، مما يعطي الاحترام الواضح إلى الباطل. يرفع هذا بدوره من احتمال المعلومات الخاطئة التي يتم الإبلاغ عنها في وسائل الإعلام الأخرى. ومن الأمثلة المعروفة على ذلك مقال ساشا بارون كوهين، حيث استخدمت على ما يبدو معلومات كاذبة في ويكيبيديا من قبل صحيفتين، مما أدى إلى معاملتها على أنها موثوقة في ويكيبيديا. سُميت هذه العملية من إنشاء مصادر موثوقة للحقائق الكاذبة بـ«تجديد الخلايا» من قِبل فنان الكوميديا راندال مونرو.